# Wari-Wula-Wuliagmeni
Wari-Wula-Wuliagmeni (gr. Δήμος Βάρης-Βούλας-Βουλιαγμένης, Dimos Waris-Wulas-Wuliagmenis) – gmina w Grecji, w administracji zdecentralizowanej Attyka, w regionie Attyka, w jednostce regionalnej Attyka Wschodnia. Siedzibą gminy jest Wula. W 2011 roku liczyła 48 399 mieszkańców. W skład gminy wchodzą miejscowości: Wari, Wula i Wuliagmeni. Powstała 1 stycznia 2011 roku w wyniku połączenia dotychczasowych gmin: Wari, Wula i Wuliagmeni.